# Friederike (Württemberg-Neuenstadt)

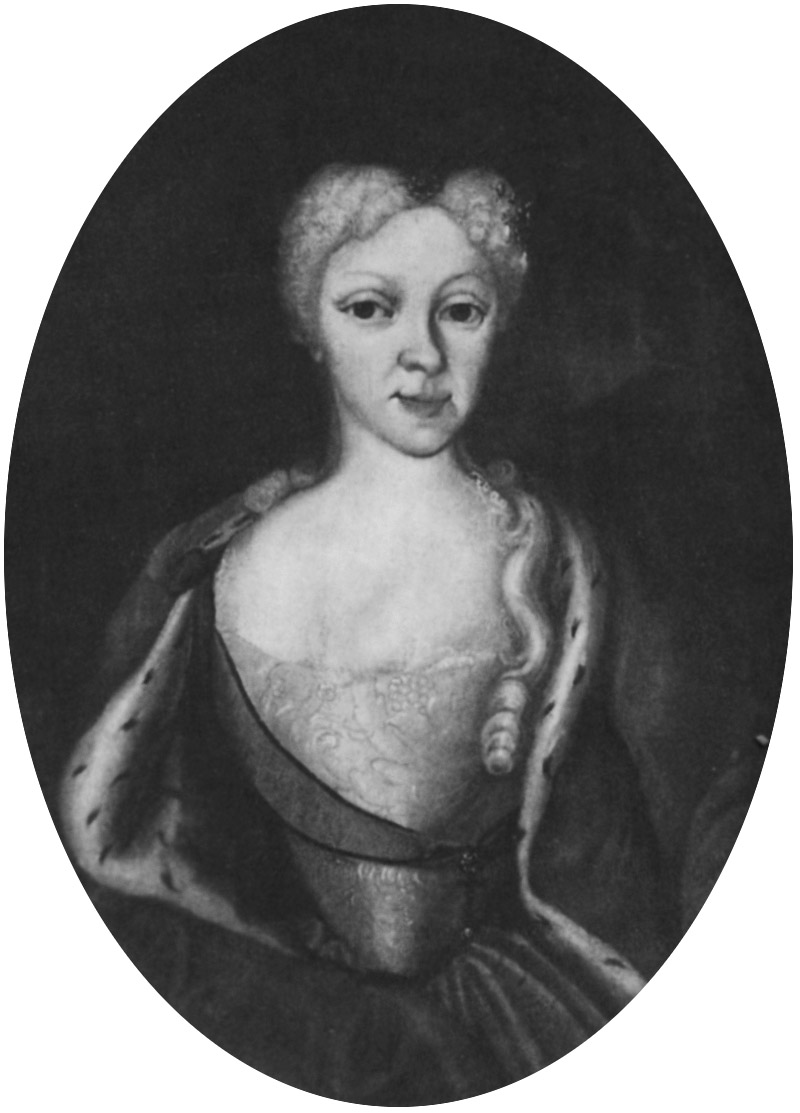
Friederike

Friederike von Württemberg-Neuenstadt (* 27. Juli 1699 in Neuenstadt am Kocher; † 8. Mai 1781 ebenda) war die jüngste Tochter des württembergischen Herzogs Friedrich August aus der Linie Württemberg-Neuenstadt. Sie war die letzte lebende Angehörige der Linie, die mit ihrem Tod erlosch.

## Leben
Sie war die Tochter von Herzog Friedrich August von Württemberg-Neuenstadt und Albertine von Eberstein. Nach dem Tod ihres Vaters 1716 lebte sie mit ihrer Mutter im Schloss Gochsheim. 1726 trat sie förmlich in das Stift Gandersheim ein, ohne dort tatsächlich auch zu wohnen. Als 1728 auch die Mutter verstorben war, wechselte sie an den Stuttgarter Hof. Nach dem Tod von Herzog Eberhard Ludwig wurde sie 1733 Hofdame bei dessen Witwe Johanna Elisabeth an ihrem Witwensitz in Kirchheim unter Teck. 1738 wurde sie die erste Äbtissin des von der dänischen Königin Sophie Magdalene von Brandenburg-Kulmbach auf Schloss Vallø neugegründeten Damenstifts auf der dänischen Insel Seeland. 1748 kehrte sie nach Neuenstadt zurück, wo sie bis zu ihrem Tod im Schloss lebte.
Mit ihrem Onkel Carl Rudolf war die Linie Württemberg-Neuenstadt bereits 1742 im Mannesstamm ausgestorben. Nach dem Tod von zwei kinderlosen älteren Schwestern 1743 und 1751 war Friederike die letzte lebende Angehörige der Linie. Nachdem sie 1781 verstorben war, wurde sie als Letzte in der Gruft der Nikolauskirche in Neuenstadt beigesetzt, anschließend wurde die Gruft verschlossen.